# خانه پور حکیمی

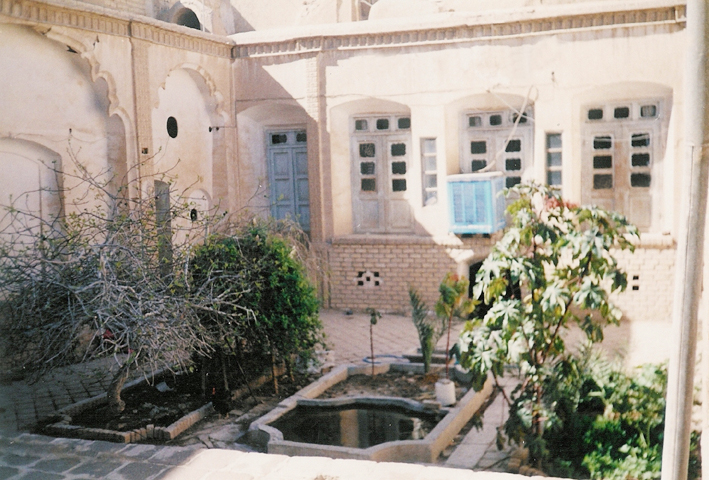
خانه تاریخی پورحکیمی - کاشان

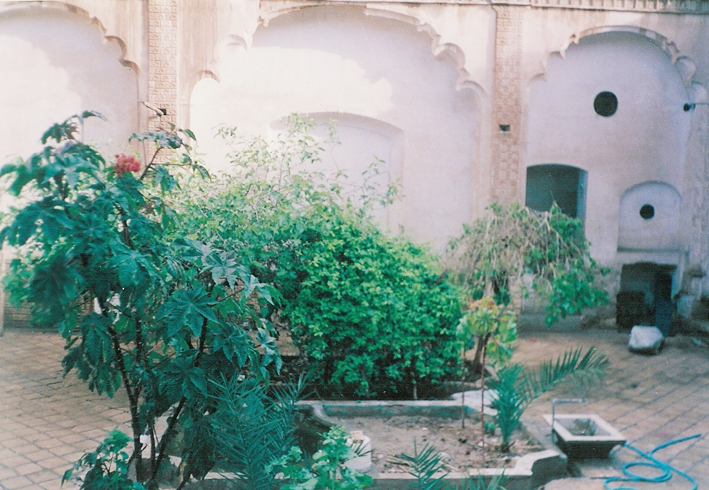
خانه تاریخی پورحکیمی - کاشان

خانه پورحکیمی مربوط به دوره قاجار است و در کاشان، خیابان فاضل نراقی، کوچه زیارت گلچقانه، جنب زیارت واقع شده و این اثر در تاریخ ۱ مهر ۱۳۸۲ با شمارهٔ ثبت ۱۰۲۵۴ به‌عنوان یکی از آثار ملی ایران به ثبت رسیده است.